# Teofil Kolarz
Teofil Kolarz (ur. 27 kwietnia 1919 w Nieboczowach, zm. w grudniu 2012) – polski rolnik, poseł na Sejm PRL V kadencji.

## Życiorys
Uzyskał wykształcenie średnie, z zawodu rolnik. W 1947 przystąpił do Stronnictwa Ludowego, a w 1949 wraz z nim do Zjednoczonego Stronnictwa Ludowego. Działał także w Ochotniczej Straży Pożarnej i Kółkach Rolniczych. Zasiadał w Zarządzie Miejskim Towarzystwa Przyjaźni Polsko-Radzieckiej, a także w Społecznej Radzie Ochotniczej Rezerwy Milicji Obywatelskiej. W latach 80. pracował w Radzie Miejskiej Patriotycznego Ruchu Odrodzenia Narodowego. Strukturami ZSL, a następnie Polskiego Stronnictwa Ludowego w Raciborzu, kierował przez ponad 50 lat.
Przez trzy kadencje był radnym Wojewódzkiej Rady Narodowej w Opolu, zasiadał także w Powiatowej i Miejskiej Rady Narodowej w Raciborzu. W 1969 uzyskał mandat posła na Sejm PRL w okręgu Koźle, zasiadając w Komisji Spraw Wewnętrznych.
W 1984 wpisany do Księgi ludzi 40-lecia PRL woj. katowickiego. Pochowany na cmentarzu w Markowicach, dzielnicy Raciborza.

## Odznaczenia
- Krzyż Kawalerski Orderu Odrodzenia Polski
- Srebrny Krzyż Zasługi
- Odznaka 1000-lecia Państwa Polskiego